# Подлесный (Красноярский район)
Подлесный — посёлок в Красноярском районе Самарской области. Входит в состав сельского поселения Красный Яр.

## География
Находится на расстоянии примерно 9 километров по прямой на востоко-юго-восток от районного центра села Красный Яр.

## Население
Постоянное население составляло 27 человек (русские 70 %, чуваши 30 %) в 2002 году, 34 в 2010 году.

## Радиовещание
В настоящее время в посёлке осуществляется вещание радиопрограммы Радио России с региональными врезками от ГТРК «Самара» (Радио России Самара) на частоте 94,80 МГц с мощностью передатчика 100 Вт.